# Riccardo Calafiori
Riccardo Calafiori (n. 19 mai 2002, Roma, Italia) este un fotbalist italian, care joacă pe post de fundaș la Arsenal în Premier League. Pe plan internațional, are prezențe la națională pentru Italia U15⁠(d), Italia U16⁠(d), Italia U17⁠(d), Italia U19⁠(d), Italia U21⁠(d) și Italia.

## Cariera pe echipe

### Roma
Produs de tineret al lui Roma, Calafiori a semnat primul său contract cu ei pe 16 iunie 2018.  Calafiori a suferit o accidentare la genunchi care aproape i-a pus capăt carierei pe 2 octombrie 2018.  Calafiori și-a făcut debutul profesionist cu Roma, precum și debutul în Serie A, într-o victorie cu 3-1 în deplasare împotriva lui Juventus pe 1 august 2020; în timpul meciului, a obținut un penalty, care a fost transformat cu succes de coechipierul Diego Perotti și a marcat și un gol cu o lovitură de la distanță în urma unui corner, care a fost însă anulat, deoarece mingea a ieșit anterior în afara terenului.  
În sezonul următor, pe 3 decembrie 2020, Calafiori a fost adus de antrenorul Romei Paulo Fonseca ca înlocuitor al lui Leonardo Spinazzola  și a marcat primul său gol profesionist în victoria Romei pe teren propriu împotriva lui Young Boys în UEFA Europa League. 
Pe 14 ianuarie 2022, Calafiori s-a alăturat lui Genoa sub formă de împrumut. 

### Basel
La 30 august 2022, Roma a anunțat că Calafiori s-a alăturat lui Basel într-o înțelegere permanentă.  Calafiori a semnat un contract pe 3 ani cu Basel.  S-a alăturat primei echipe pentru sezonul 2022-2023 sub antrenorul principal Alexander Frei. Calafiori și-a făcut debutul în liga națională pentru noul său club în deplasarea de la Cornaredo pe 9 octombrie 2022, când Basel a fost învins cu 1-0 de Lugano. 

### Bologna
Pe 31 august 2023, Calafiori a revenit în Serie A și a semnat cu Bologna.  Sub antrenorul principal Thiago Motta, a fost schimbat pe un rol de fundaș central, unde a devenit unul dintre cei mai buni jucători din campionat.  Pe 20 mai 2024, a marcat primele goluri în Serie A înscriind de două ori într-o remiză 3–3 împotriva lui Juventus, Bologna primind trei goluri rapide după înlocuirea sa în minutul 75.  Pe tot parcursul sezonului, a ajutat Bologna să se califice în Liga Campionilor UEFA pentru prima dată din 1964–65, asigurând un loc în top-5 în Serie A.  

## Cariera internațională
Pe 3 septembrie 2021, Calafiori și-a făcut debutul cu echipa Sub-21 a Italiei, jucând ca înlocuitor în meciul de calificare împotriva Luxemburgului, pe care Italia l-a câștigat cu 3-0. 
Pe 23 mai 2024, a primit prima convocare oficială la echipa națională de seniori a Italiei, fiind inclus în lotul preliminar pentru UEFA Euro 2024 de către managerul Luciano Spalletti.  A debutat cu echipa de seniori pe 4 iunie, înlocuindu-l pe Federico Dimarco în minutul 85 al unei remize amicale 0-0 împotriva Turciei la Bologna. 
După ce a fost confirmat ulterior în lotul final pentru UEFA Euro 2024,  Calafiori și-a făcut debutul competitiv pe 15 iunie, începând cu o victorie cu 2-1 asupra Albaniei în faza grupelor;   la 22 de ani și 27 de zile, a devenit al doilea cel mai tânăr italian care a jucat la un Campionat European, doar în urma lui Paolo Maldini.  A marcat un autogol în înfrângerea Italiei cu 1-0 în fața Spaniei în al doilea meci.  În ultimul lor meci din faza grupelor împotriva Croației, a asistat la egalarea lui Mattia Zaccagni în timpul prelungirilor într-un egal, 1–1, care a trimis Italia în optimile de finală, obținând un loc al doilea în grupă.  Cu toate acestea, a primit și o avertizare în timpul meciului, care l-a exclus din meciul din optimile de finală al Italiei. 

## Palmares
Individual
- Jucătorul lunii din Serie A: mai 2024 [28]